# Hứa An Hoa
Hứa An Hoa (giản thể: 许鞍华; phồn thể: 許鞍華; bính âm: Xǔ Ānhuá; tiếng Anh: Ann Hui On-wah; sinh ngày 23 tháng 5 năm 1947) là một nữ nhà làm phim người Hồng Kông. Bắt đầu tham gia ngành điện ảnh từ năm 1979, bà được đánh giá là một trong những nhà làm phim xuất sắc nhất của trào lưu điện ảnh Làn sóng mới Hồng Kông, và trong thế hệ của mình. Xuyên suốt sự nghiệp của mình, bà đã giành được nhiều giải thưởng điện ảnh uy tín, bao gồm sáu giải Kim Tượng cho Phim hay nhất cùng sáu giải khác cho Đạo diễn xuất sắc nhất, vượt qua Đỗ Kỳ Phong và Phương Dục Bình để giữ kỷ lục này.

## Tiểu sử
Hứa An Hoa sinh năm 1947 tại An Sơn, Liêu Ninh, Trung Quốc, bà có bố là người Hoa và mẹ là người Nhật. Tuy sinh ở Trung Quốc nhưng ngay từ nhỏ bà đã được đưa sang Ma Cao rồi Hồng Kông. Tại đây Hứa An Hoa theo học phổ thông tại trường dòng danh tiếng St. Paul's Convent School rồi tiếp đó là Đại học Hồng Kông nơi bà lấy bằng thạc sĩ ngôn ngữ Anh và văn học đối chiếu trước khi sang Anh 2 năm để theo học về điện ảnh tại London Film School, một trong những trường đào tạo điện ảnh danh tiếng trên thế giới.

## Sự nghiệp
Trở về Hồng Kông năm 1975, Hứa An Hoa được hãng TVB mời về làm đạo diễn phim truyền hình và phim tài liệu và làm trợ lý cho đạo diễn nổi tiếng Hồ Kim Thuyên.
Năm 1978 bà thực hiện bộ phim ngắn đầu tiên có tựa đề Lai khách (來客) nói về một cậu bé thuyền nhân người Việt Nam, đây là bộ phim khởi đầu cho bộ ba phim về Việt Nam nổi tiếng của bà sau này. Năm 1979 Hứa An Hoa rời hãng TVB để đạo diễn bộ phim đầu tay, Phong kiếp (瘋劫) với sự tham gia của ngôi sao trẻ người Đài Loan Trương Ngải Gia. Tác phẩm này sau khi ra mắt đã ngay lập tức được đánh giá cao và đưa Hứa An Hoa vào nhóm dẫn đầu của trào lưu điện ảnh Làn sóng mới Hồng Kông cùng với các đạo diễn trẻ khác như Quan Cẩm Bằng, Đàm Gia Minh. Năm 1981 Hứa An Hoa thực hiện phần thứ hai của bộ ba phim Việt Nam với tựa đề Câu chuyện Hồ Việt (胡越的故事), bộ phim vẫn xuay quanh những vấn đề chính trị và xã hội nhạy cảm mà ít phim Hồng Kông nào trong giai đoạn này đề cập tới. Năm 1982 bà hoàn thành bộ ba phim Việt Nam với Thuyền nhân (投奔怒海). Đây được coi là tác phẩm thành công nhất trong bộ ba, nó đem lại cho Hứa An Hoa Giải thưởng Điện ảnh Hồng Kông ở cả ba hạng mục Phim hay nhất, Kịch bản hay nhất và Đạo diễn xuất sắc nhất.
Sau thành công lớn của Thuyền nhân, Hứa An Hoa tiếp tục cho ra đời những tác phẩm có chất lượng cao như Khuynh thành chi luyến (傾城之戀, 1984), chuyển thể từ tiểu thuyết của nữ nhà văn Trương Ái Linh và bộ hai phim võ hiệp chuyển thể từ tiểu thuyết Thư kiếm ân cừu lục của Kim Dung là Thư kiếm ân cừu lục (書劍恩仇錄, 1987) và Hương Hương công chúa (香香公主, 1987). Năm 1990 Hứa An Hoa đạo diễn bộ phim mang nhiều chất tự sự Khách đồ thu hận (香香公主) trong đó nhân vật chính do Trương Mạn Ngọc thủ vai có nhiều điểm giống với cuộc đời của chính nữ đạo diễn. Khánh đồ thu hận đã được lựa chọn dự thi hạng mục Un Certain Regard tại Liên hoan phim Cannes 1990.
Sau 4 năm ngừng làm phim, năm 1995 Hứa An Hoa quay trở lại làng điện ảnh Hồng Kông với một tác phẩm gây tiếng vang lớn, Nữ nhân tứ thập (女人，四十。) đề cập tới những vấn đề của người phụ nữ ở tuổi trung niên. Đây là bộ phim giành nhiều chiến thắng nhất tại lễ trao Giải thưởng Điện ảnh Hồng Kông lần thứ 15 trong đó có giải Phim hay nhất và Đạo diễn xuất sắc nhất cho Hứa An Hoa cùng giải Biên kịch xuất sắc nhất, Vai nam chính và nam phụ xuất sắc nhất và Vai nữ chính xuất sắc nhất. Năm 1999 Hứa An Hoa có bộ phim thứ ba giành Giải thưởng Điện ảnh Hồng Kông cho Phim hay nhất, đó là Thiên ngôn vạn ngữ (千言萬語). Bộ phim tiếp theo của bà, U linh nhân gian (幽靈人間, 2001) đem lại cho Hứa An Hoa chiến thắng đầu tiên ở giải Đạo diễn xuất sắc nhất của Hội phê bình điện ảnh Hồng Kông. Năm 2006 bà tiếp tục quay trở lại đề tài về những người phụ nữ trung niên với Di ma đích hậu hiện đại sinh hoạt (姨媽的後現代生活), nữ diễn viên chính của phim là Tư Cầm Cao Oa giành Giải thưởng Điện ảnh Hồng Kông cho vai nữ chính nhờ tác phẩm này. Chu kì thành công của Hứa An Hoa vẫn tiếp tục với bộ phim năm 2008 Ngày và đêm ở Thiên Thủy Vi (天水圍的日與夜). Trong lễ trao Giải thưởng Điện ảnh Hồng Kông lần thứ 28, tác phẩm này đã đem lại cho Hứa An Hoa giải Đạo diễn xuất sắc nhất thứ 3, bà trở thành nữ đạo diễn Hồng Kông đầu tiên 3 lần chiến thắng ở hạng mục này ngang bằng với hai đạo diễn nam khác là Đỗ Kỳ Phong và Phương Dục Bình.

## Tác phẩm
| Năm  | Tựa đề                            | Tên gốc - Tên tiếng Anh                         | Thể loại         | Vai trò                     | Nội dung |
| ---- | --------------------------------- | ----------------------------------------------- | ---------------- | --------------------------- | -------- |
| 1978 | Sư Tử Sơn Hạ - Lai Khách          | 狮子山下 - 来客 Below the Lion Mountain         | Phim truyền hình | Đạo diễn                    |          |
| 1979 | Phong Kiếp                        | The Secret                                      | Phim truyện      | Đạo diễn                    |          |
| 1980 |                                   | 撞到正 The Spooky Bunch                         | Phim truyện      | Đạo diễn                    |          |
| 1981 | Hồ Việt Đích Cố Sự                | 胡越的故事 The Story of Woo Viet                | Phim truyện      | Đạo diễn                    |          |
| 1981 | Đầu Bôn Nộ Hải                    | 投奔怒海 Boat People                            | Phim truyện      | Đạo diễn                    |          |
| 1984 | Khuynh Thành Chi Luyến            | 倾城之恋 Love in a Fallen City                  | Phim truyện      | Đạo diễn                    |          |
| 1986 | Thư Kiếm Ân Cừu Lục               | 书剑恩仇绿 The Romance of Book and Sword        | Phim truyện      | Đạo diễn Biên kịch          |          |
| 1987 | Hương Hương Công Chúa             | 香香公主 Princess Fragrance                     | Phim truyện      | Đạo diễn                    |          |
| 1988 | Kim Dạ Tinh Quang Xán Lạn         | 今夜星光线缆 Starry Is the Night                | Phim truyện      | Đạo diễn                    |          |
| 1990 | Khách Đồ Thu Hận                  | 客透秋恨 Song of the Exile                      | Phim truyện      | Đạo diễn                    |          |
| 1990 | Tiếu Ngạo Giang Hồ                | 笑傲江湖 The Swordsman                          |                  | Đạo diễn (uncredited)       |          |
| 1990 | Thượng Hải Gia Kỳ                 | 上海假期 My American Grandson                   | Phim truyện      | Đạo diễn                    |          |
| 1991 | Cực Đạo Truy Tung                 | 极道追踪 Zodiac Killers                         | Phim truyện      | Đạo diễn                    |          |
| 1993 | Tiểu Nam Dữ Anh Hùng              | 小男与英雄 Boy and His Hero                     |                  | Đạo diễn                    |          |
| 1995 | Nữ Nhân Tứ Thập                   | 女人四十 Summer Snow                            | Phim truyện      | Đạo diễn                    |          |
| 1996 | A Kim Đích Cố Sự                  | 阿金的故事 The Stunt Woman                      | Phim truyện      | Đạo diễn                    |          |
| 1997 | Bán Sinh Duyên                    | 半生缘 Eighteen Springs                         | Phim truyện      | Đạo diễn                    |          |
| 1997 | Khứ Nhật Khổ Đa                   | 去日苦多 As Time Goes By                        | Phim tài liệu    | Đạo diễn Biên kịch Giám chế |          |
| 1999 | Thiên Ngôn Vạn Ngữ                | 千言万语 Ordinary Heroes                        | Phim truyện      | Đạo diễn Giám chế           |          |
| 2001 | U Linh Nhân Gian                  | 幽灵人间 Visible Secret                         | Phim truyện      | Đạo diễn Giám chế           |          |
| 2002 | Nam Nhân Tứ Thập                  | 男人四十 July Rhapsody                          | Phim truyện      | Đạo diễn Giám chế           |          |
| 2003 | Ngọc Quan Âm                      | 玉观音 Jade Goddess of Mercy                    | Phim truyện      | Đạo diễn                    |          |
| 2006 | Di Ma Đích Hậu Hiện Đại Sinh Hoạt | 姨妈的后现代生活 The Postmodern Life of My Aunt | Phim truyện      | Đạo diễn Biên kịch          |          |
| 2008 | Thiên Thủy Vi Đích Nhật Dữ Dạ     | 天水围的日与夜 The Way We Are                   | Phim truyện      | Đạo diễn                    |          |
| 2009 | Thiên Thủy Vi Đích Dạ Dữ Vụ       | 天水围的夜与雾 Nigh and Fog                     | Phim truyện      | Đạo diễn Giám chế           |          |
| 2010 | Đắc Nhàn Sao Phạn                 | 得闲炒饭 All About Love                         | Phim truyện      | Đạo diễn Giám chế           |          |
| 2012 | Đào Tỷ                            | 桃姐 A Simple Life                              | Phim truyện      | Đạo diễn Giám chế           |          |
| 2014 | Hoàng Kim Thời Đại                | 黄金时代 The Golden Era                         | Phim truyện      | Đạo diễn                    |          |
| 2017 | Minh Nguyệt Kỷ Thời Hữu           | 明月几时有 Our Time Will Come                   | Phim truyện      | Đạo diễn Giám chế           |          |